# 普拉姆鎮區 (堪薩斯州菲利普斯縣)
普拉姆鎮區（英語：Plum Township）為美國堪薩斯州菲利普斯縣轄下的鎮區。2010年美国人口普查中該鎮區人口有379人。

## 地理
普拉姆鎮區涵蓋總面積為92.27平方（35.63平方英里）。

## 人口統計
根據2010年美國人口普查，普拉姆鎮區人口有379人，住房216戶，人口密度為4.11人/每平方公里。此鎮區居民之種族中，白人佔94.29%，非裔美國人佔0%，美洲原住民佔0%，亞裔美國人佔0%，太平洋島裔美國人佔0%，其他種族佔1.9%，混血種族則佔3.81%。而西班牙裔或拉丁裔美國人佔此鎮區人口的3.81%。

## 交通

### 主要公路
- 36號美國國道